# 양양 선림원지 석등
선림원지 석등(禪林院址 石燈)은 대한민국 강원특별자치도 양양군 서면 황이리에 있는 선림원터에 세워진 석등으로 대한민국의 보물 제445호이다. 석등은 신라시대의 전형적인 8각 형식을 따르고 있으며 지붕돌 추녀에는 아래받침돌과 동일한 귀꽃 조각이 장식되어 있다. 1966년 9월 21일 대한민국의 보물 제445호로 지정되었다.

## 개요
선림원터 안의 서쪽 언덕 위에 놓여있는 돌로 만든 등이다. 선림원은 신라의 옛 절로, 이 곳에서 출토된 신라범종을 통해, 당시 해인사를 창건했던 순응법사(順應法師)에 의해 창건되었음이 밝혀졌다. 지금은 이 터가 경작지로 변하였으나, 여러 유물들이 남아있고 각종 기와와 토기조각들이 아직까지도 발견되고 있어 그 규모를 짐작하게 한다.
일반적으로 석등은 불을 켜두는 곳인 화사석(火舍石)이 중심이 되어 아래에는 이를 받치기 위한 3단의 받침돌을 쌓고, 위로는 지붕돌과 머리장식을 얹었다. 이 석등은 신라시대의 전형적인 8각형식을 따르면서도 받침돌의 구성만은 매우 독특하여 눈길을 끈다.
아래받침돌의 귀꽃조각은 앙증맞게 돌출되어 아름답고, 그 위로 가운데받침돌을 기둥처럼 세웠는데, 마치 서 있는 장고와 같은 모양이며 그 장식이 화려하다. 즉 기둥의 양끝에는 구름무늬띠를 두르고 홀쭉한 가운데에는 꽃송이를 조각한 마디를 둔 후, 이 마디 위아래로 대칭되는 연꽃조각의 띠를 둘러 모두 3개의 마디를 이루게 하였다.
화사석은 8각으로 빛이 새어나오도록 4개의 창을 뚫었고, 각 면의 아래에는 작은 공간에 무늬를 새긴 매우 드문 모습을 취하고 있다. 지붕돌은 8각의 모서리선이 뚜렷하며, 추녀에는 아래받침돌에서 보았던 같은 모양의 귀꽃조각이 장식되어 있다. 경사진 면은 가파르지 않고 부드러운데, 귀꽃조각과의 어우러짐이 자연스럽다. 꼭대기에는 연꽃이 새겨진 머리장식의 작은 받침돌만 남아 있다.
지붕돌이 일부 탈락되긴 하였으나 완전하게 남아 있으며, 전체적인 양식과 장식적으로 흐른 조각 등은 통일신라시대 작품인 담양 개선사지 석등(보물 제111호)과 거의 같은 모습이다. 같은 절터내의 양양 선림원지 홍각선사탑비(보물 제446호)와 함께 신라 정강왕 원년(886)에 세워진 것으로 추측된다.

## 현지 안내문

### 한글 설명
양양 선림원지 석등
襄陽 禪林院址 石燈
보물 제445호
양양 선림원지 석등은 선림원 터 서쪽 언덕 위에 있으며 높이는 약 3m이고 화강석으로 만들어졌다. 같은 절터에 있는 양양 선림원지 홍각선사탑비(보물 제446호)와 함께 신라 정강왕 원년(886)에 세워진 것으로 추정된다.
일반적으로 석등은 불을 밝히는 곳인 화사석(火舍石)을 중심으로 아래에는 받침돌을 세 단 쌓고, 위에는 지붕돌과 머리 장식을 얹는다. 이 석등은 신라 시대의 전형적인 팔각 형식을 따르면서도 받침돌의 구성이 독특하여 눈길을 끈다.
밑받침돌의 귀꽃* 조각은 돌출되어 있고, 그 위로 가운데받침돌을 장구를 세워 놓은 모습으로 기둥처럼 만들어 화려하게 장식했다. 기둥의 양끝에는 구름무늬 띠를 두르고 홀쭉한 가운데에는 꽃송이 모양으로 마디를 조각했고, 이 마디 위아래로 대칭되는 연꽃 조각 띠를 둘러 모두 세 개의 마디를 이루게 하였다.

* 귀꽃: 석등이나 돌탑 따위의 귀마루 끝에 새긴 꽃 모양의 장식
화사석은 팔각으로 빛이 새어나오도록 창을 네 곳에 뚫었고, 각 면 아래의 작은 공간에 새긴 무늬는 일반적인 석등과는 다르다. 지붕돌은 팔각의 모서리 선이 뚜렷하며, 추녀에는 밑받침돌과 같은 모양의 귀꽃 조각이 장식되어 있다. 경사진 면은 가파르지 않고 부드러워서, 귀꽃 조각과 자연스럽게 어우러진다. 꼭대기에는 연꽃이 새겨진 머리 장식의 작은 받침돌만 남아 있다.

### 영문 설명
Stone Lantern at Seollimwon Temple Site, Yangyang
Treasure No. 445
This stone lantern is presumed to have been made in 886, at the same time as the construction of the Stele of Master Honggak (Treasure No. 446) at this temple site.
The lantern is composed of a three-tiered octagonal base, a round pillar, an octagonal light chamber, an octagonal roof stone, and part of a decorative top. The middle tier of the base is carved with lotus designs and decorated with flower-shaped ornaments. The round pillar has a vertically symmetrical design consisting of decorative bands of clouds, lotus petals, and flower buds. The light chamber has four openings, and the roof stone is decorated with the same flower-shaped ornaments as the base. Only a small base stone carved with lotus design remains of the decorative top.
The lantern measures about 3 m in height.

## 같이 보기
- 양양 선림원지 삼층석탑
- 양양 선림원지 승탑
- 양양 선림원지 홍각선사탑비